# Jasper Engelhardt
Jasper Engelhardt (* 1994 in Arlesheim, Kanton Basel-Landschaft) ist ein deutscher Schauspieler.

## Leben
Jasper Engelhardt wurde in der Schweiz geboren und wuchs in Deutschland zunächst in Lörrach, später dann in Kassel auf. Er absolvierte zunächst eine Ausbildung zum Elektroniker. Erste Theatererfahrungen machte Engelhardt als Jugendlicher im Alter von 14 Jahren im Schultheater an der Waldorfschule Schopfheim. 2012 trat er mit der Theater-AG der Jacob-Grimm-Schule im Kulturhaus «Dock 4» in Kassel auf. Weitere Schultheaterproduktionen (u. a. an der Waldorfschule Berlin-Dahlem) folgten.
Nach seinem Abitur 2014 an der Freien Waldorfschule in Kassel kehrte er in die Schweiz zurück und begann im selben Jahr sein Bachelor-Schauspielstudium an der Zürcher Hochschule der Künste (ZHdK), welches er 2017 abschloss. In Zürich lebte Engelhardt anfangs am Rande der Armutsgrenze. Um seine Existenz zu sichern, containerte er, holte in Restaurants übriggebliebene Mahlzeiten ab und betrieb Foodsharing. Von seinen Dozenten bekam er im Studium anfangs viel Kritik, was ihn jedoch zum Weitermachen anspornte. Zwischen 2018 und 2020 studierte er im Masterstudiengang Schauspiel an der ZHdK in Zürich und am Stella Adler Studio of Acting in New York.
Während des Studiums wurde er für die männliche Hauptrolle im Münchner «Polizeiruf» «Das Gespenst der Freiheit» (Erstausstrahlung: August 2018) besetzt. Unter der Regie von Jan Bonny und an der Seite von Matthias Brandt und Joachim Król verkörperte er den rechtsradikalen Deutsch-Iraner Farim Kuban. In der Rollenvorbereitung studierte er zahlreiche Neonazi-Dokumentationen und nahm 14 Kilo zu. Seine darstellerische Leistung wurde in der Fernsehkritik u. a. als „eindrucksvoll“ beschrieben, TV-Zuschauer hoben das „intensive Spiel“ Engelhardts hervor. Für diese Arbeit wurde er für den Deutschen Schauspielpreis 2019 nominiert.
Er wirkte in mehreren Theaterproduktionen der Zürcher Hochschule der Künste mit. Außerdem spielte er während seines Studiums im «Cabaret Voltaire», am «Schlachthaus Theater» in Bern und im «Kulturhaus Helferei» in Zürich. 2017 debütierte er am Schauspielhaus Zürich im Stück «Peter Pan» (Regie: Ingo Berk). 2018 trat er bei der Veranstaltungsreihe «Musique Bewegt» in der Uraufführung des Melodrams „Nr. 467“ für einen Schauspieler und Kammerensemble im Rahmen des „Portraitkonzerts – Eric Domenech“ in Kassel und Weimar auf. In der Spielzeit 2020/21 gastierte er am Staatstheater Darmstadt in der Titelrolle des Weihnachtsmärchens «Aladdin und die Wunderlampe» in einer Inszenierung von Annette Raffalt. Seit 2021 gehört er zum Ensemble des Theaters der Jugend in Wien.
In der 4. Staffel der TV-Serie «WaPo Bodensee» (2020) übernahm er eine der Episodenhauptrollen als psychotischer Sohn eines Schweizer Unternehmers, der für den Tod eines Abiturienten auf dem Bodensee verantwortlich ist. In der 19. Staffel der TV-Serie «SOKO Köln» (2022) war er in einer weiteren Episodenhauptrolle als tatverdächtiger Medizinstudent, der eine Affäre mit seiner Dozentin hatte, zu sehen.
Engelhardt lebt nach mehreren Jahren in Zürich mittlerweile in Berlin.

## Filmografie (Auswahl)
- 2018: Polizeiruf 110: Das Gespenst der Freiheit (Fernsehreihe)
- 2019: Blind ermittelt – Blutsbande (Fernsehreihe)
- 2020: WaPo Bodensee – Geraubte Zukunft (Fernsehserie)
- 2020: Der gute Bulle – Nur Tote reden nicht (Fernsehreihe)
- 2022: Die Heiland – Wir sind Anwalt – Brandstiftung (Fernsehserie)
- 2022: SOKO Köln – Party bis zum bitteren Ende (Fernsehserie)
- 2025: Morden im Norden – Niemandsland (Fernsehserie)